# Rhombifera
Rhombifera is een monotypisch geslacht uit de familie Polycitoridae en de orde Phlebobranchia uit de klasse der zakpijpen (Ascidiacea).

## Soorten
- Rhombifera caerulea Pérès, 1956